# 信濃町站
信濃町站（日语：／ Shinanomachi eki */?）是位於日本東京都新宿區信濃町，屬於東日本旅客鐵道（JR東日本）中央本線的鐵路車站。車站編號是JB 13。
此站只限行走緩行線的中央·總武線各站停車停靠。依據特定都區市內，本站屬於「東京都區內」與「東京山手線內」的車站。
本站的車站大樓位於「信濃町」，月台跨越信濃町與南元町，近千駄谷站側是信濃町，近四谷站側則位於南元町。

## 構造
本站是地面車站，月台上方建有車站大樓「JR信濃町大廈」。但由於神宮外苑地區較高，本站月台反而位於較低的位置，令車站大樓的地面層成為本站唯一出入口。車站南側則是首都高新宿線的平行路段。
本站的車站大樓於1992年10月落成啟用，在此之前與鄰近的千駄谷站同樣在下行線南側設有臨時月台。該月台只供東京六大學棒球聯盟比賽舉行時使用，80年代停止使用後並沒有再啟用。車站大樓落成後，近四谷一邊的一段臨時月台曾被保留，其後才被拆除。

### 月台配置
月台採島式月台1面2線設計。月台的原有以平假名為主的站名牌一直使用到車站大樓落成後才改為使用以漢字為主的站名牌，但仍保留一枚安裝在近四谷一邊月台的舊站名牌。
| 月台 | 路線                    | 方向 | 目的地           |
| ---- | ----------------------- | ---- | ---------------- |
| 1    | 中央·總武線（各站停車） | 東行 | 秋葉原、千葉方向 |
| 2    | 中央·總武線（各站停車） | 西行 | 新宿、三鷹方向   |

（來源：JR東日本:車站構內圖 （页面存档备份，存于））

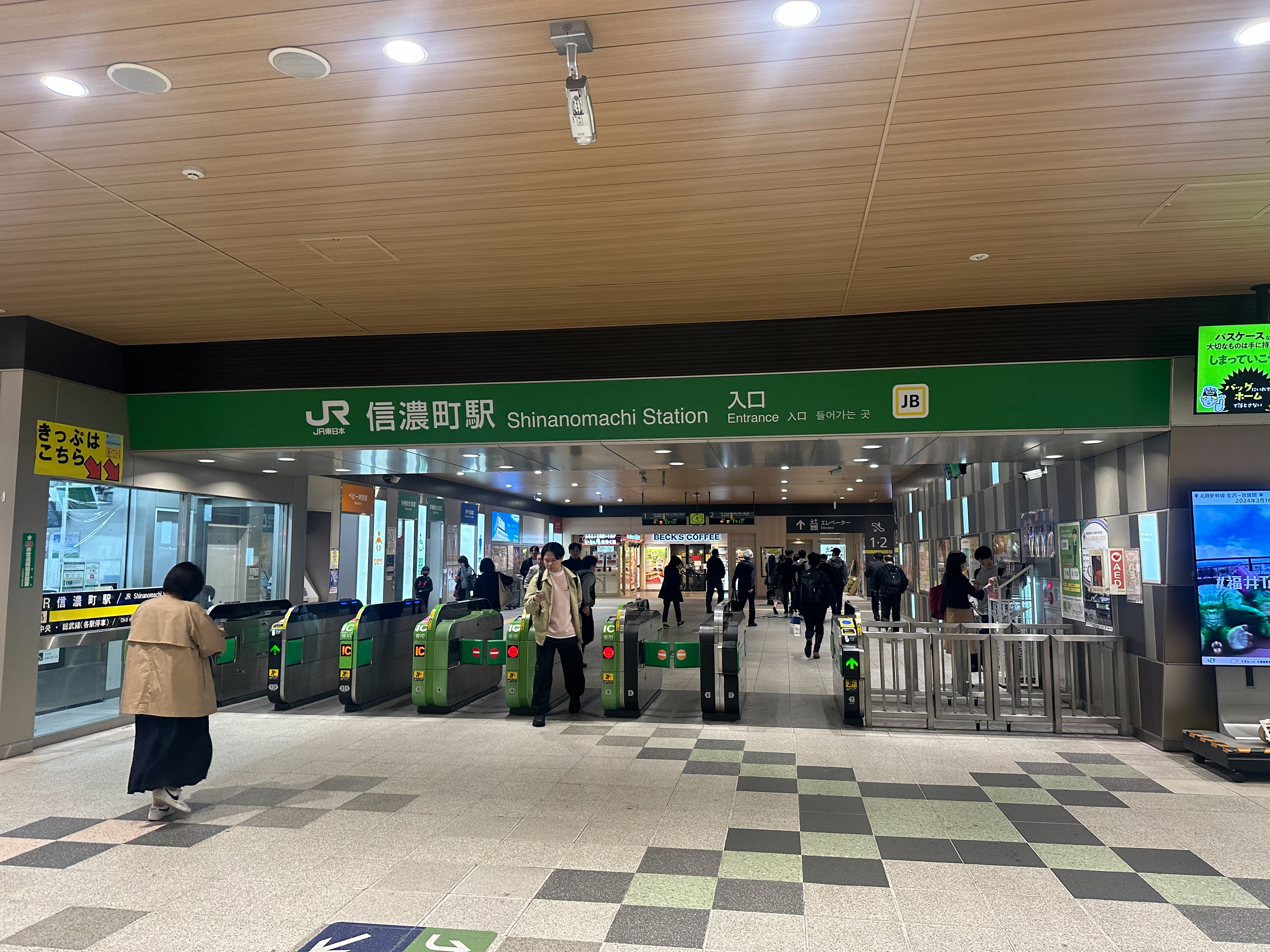
驗票閘口（2024年3月）
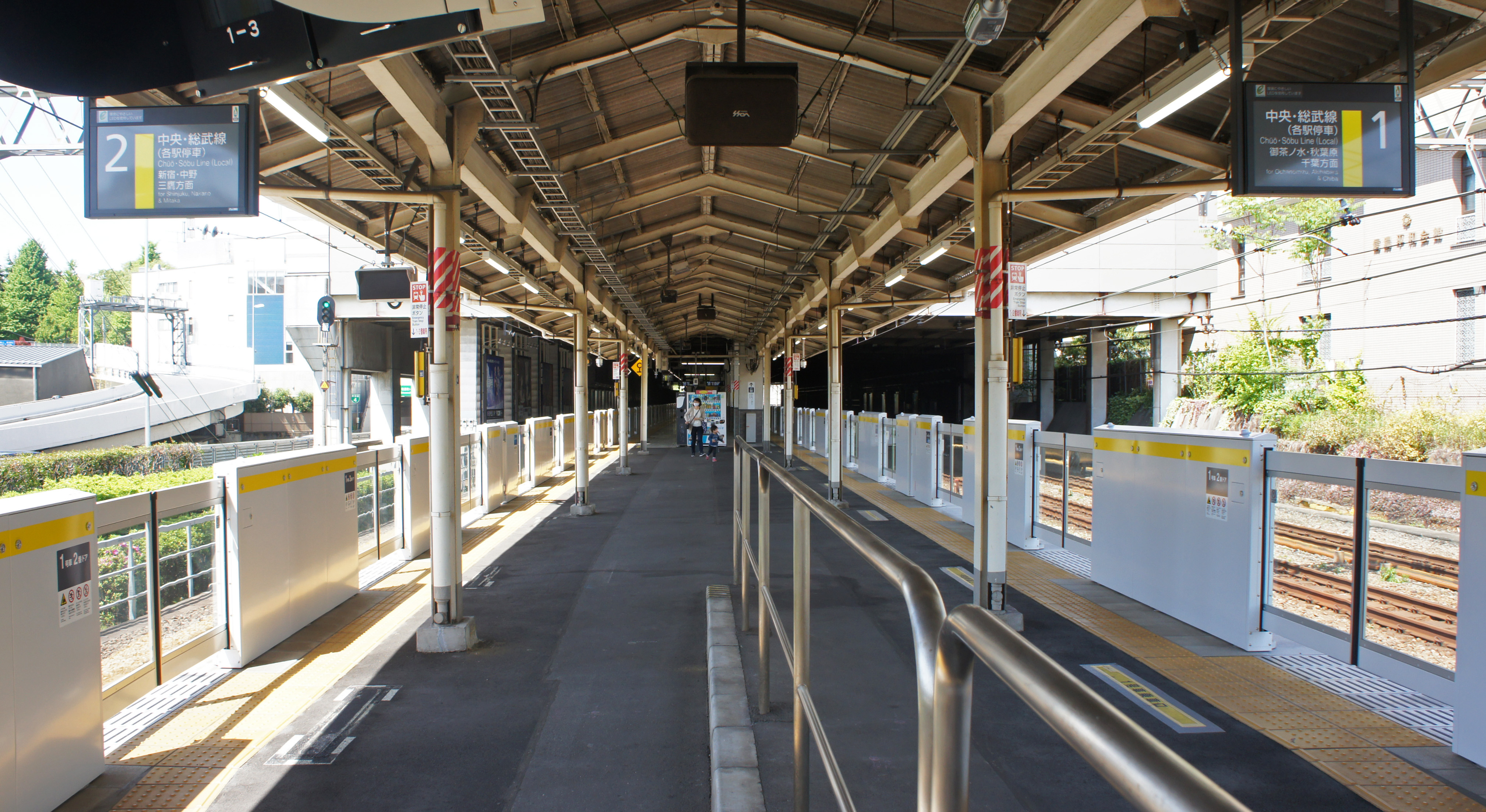
月台（2021年4月）

## 利用狀況
2019年（令和元年）度1日平均上車人次為25,572人。
近年的推移如下表。
| 年度               | 1日平均 上車人次 | 來源     |
| ------------------ | ---------------- | -------- |
| 1990年（平成02年） | 27,704           | [ * 1 ]  |
| 1991年（平成03年） | 27,855           | [ * 2 ]  |
| 1992年（平成04年） | 29,258           | [ * 3 ]  |
| 1993年（平成05年） | 30,967           | [ * 4 ]  |
| 1994年（平成06年） | 30,882           | [ * 5 ]  |
| 1995年（平成07年） | 31,372           | [ * 6 ]  |
| 1996年（平成08年） | 31,079           | [ * 7 ]  |
| 1997年（平成09年） | 30,818           | [ * 8 ]  |
| 1998年（平成10年） | 29,762           | [ * 9 ]  |
| 1999年（平成11年） | 29,664           | [ * 10 ] |
| 2000年（平成12年） | 29,676           | [ * 11 ] |
| 2001年（平成13年） | 28,738           | [ * 12 ] |
| 2002年（平成14年） | 27,794           | [ * 13 ] |
| 2003年（平成15年） | 27,410           | [ * 14 ] |
| 2004年（平成16年） | 27,035           | [ * 15 ] |
| 2005年（平成17年） | 27,852           | [ * 16 ] |
| 2006年（平成18年） | 28,064           | [ * 17 ] |
| 2007年（平成19年） | 28,080           | [ * 18 ] |
| 2008年（平成20年） | 27,237           | [ * 19 ] |
| 2009年（平成21年） | 27,374           | [ * 20 ] |
| 2010年（平成22年） | 26,519           | [ * 21 ] |
| 2011年（平成23年） | 26,031           | [ * 22 ] |
| 2012年（平成24年） | 26,165           | [ * 23 ] |
| 2013年（平成25年） | 26,908           | [ * 24 ] |
| 2014年（平成26年） | 25,678           | [ * 25 ] |
| 2015年（平成27年） | 25,596           | [ * 26 ] |
| 2016年（平成28年） | 25,341           | [ * 27 ] |
| 2017年（平成29年） | 26,180           | [ * 28 ] |
| 2018年（平成30年） | 26,258           | [ * 29 ] |
| 2019年（令和元年） | 25,572           |          |

## 周邊
- 外苑東通
- 神宮外苑
- 赤坂御所
- 慶應義塾大學信濃町校園、慶應義塾大學病院
- 東京國立競技場（國立霞丘競技場）
- 明治神宮野球場（東京養樂多燕子主場館）
- 明治記念館
- 千日谷會堂
- 公明黨總部
- 創價文化會館(創價學會總部)

## 历史
- 1894年（明治27年）10月9日：甲武鐵道信濃町站開業，兼營客貨運業務。
- 1906年（明治39年）10月1日：甲武鐵道被國有化，成為日本國有鐵道（日本國鐵）車站。
- 1941年（昭和16年）2月1日：停辦貨運服務。
- 1987年（昭和62年）4月1日：國鐵分割民營化，本站由JR東日本接手管理。
- 2001年（平成13年）11月18日：JR東日本的智能卡系統Suica正式投入服務。
- 2008年（平成20年）2月20日：車站的綠色窗口被關閉。

## 相鄰車站
東日本旅客鐵道
 中央·總武線（各站停車）
四谷（JB 14）－信濃町（JB 13）－千駄谷（JB 12）

### 利用狀況
1. ↑  東京都統計年鑑 （页面存档备份，存于） - 東京都
2. ↑  新宿区の概況 （页面存档备份，存于） - 新宿区

JR東日本2000年度以後的上車人次
1. ↑  各駅の乗車人員（2000年度） （页面存档备份，存于） - JR東日本
2. ↑  各駅の乗車人員（2001年度） （页面存档备份，存于） - JR東日本
3. ↑  各駅の乗車人員（2002年度） （页面存档备份，存于） - JR東日本
4. ↑  各駅の乗車人員（2003年度） （页面存档备份，存于） - JR東日本
5. ↑  各駅の乗車人員（2004年度） （页面存档备份，存于） - JR東日本
6. ↑  各駅の乗車人員（2005年度） （页面存档备份，存于） - JR東日本
7. ↑  各駅の乗車人員（2006年度） （页面存档备份，存于） - JR東日本
8. ↑  各駅の乗車人員（2007年度） （页面存档备份，存于） - JR東日本
9. ↑  各駅の乗車人員（2008年度） （页面存档备份，存于） - JR東日本
10. ↑  各駅の乗車人員（2009年度） （页面存档备份，存于） - JR東日本
11. ↑  各駅の乗車人員（2010年度） （页面存档备份，存于） - JR東日本
12. ↑  各駅の乗車人員（2011年度） （页面存档备份，存于） - JR東日本
13. ↑  各駅の乗車人員（2012年度） （页面存档备份，存于） - JR東日本
14. ↑  各駅の乗車人員（2013年度） （页面存档备份，存于） - JR東日本
15. ↑  各駅の乗車人員（2014年度） （页面存档备份，存于） - JR東日本
16. ↑  各駅の乗車人員（2015年度） （页面存档备份，存于） - JR東日本
17. ↑  各駅の乗車人員（2016年度） （页面存档备份，存于） - JR東日本
18. ↑  各駅の乗車人員（2017年度） （页面存档备份，存于） - JR東日本
19. ↑  各駅の乗車人員（2018年度） （页面存档备份，存于） - JR東日本
20. ↑  各駅の乗車人員（2019年度） （页面存档备份，存于） - JR東日本

東京都統計年鑑
1. ↑  .   [2020-07-29]. （原始内容存档于2016-03-05）.
2. ↑  .   [2020-07-29]. （原始内容存档于2016-03-05）.
3. ↑  .   [2017-12-05]. （原始内容存档于2013-08-15）.
4. ↑  .   [2017-12-05]. （原始内容存档于2013-02-03）.
5. ↑  .   [2017-12-05]. （原始内容存档于2013-02-03）.
6. ↑  .   [2017-12-05]. （原始内容存档于2013-02-03）.
7. ↑  .   [2017-12-05]. （原始内容存档于2013-02-03）.
8. ↑  .   [2017-12-05]. （原始内容存档于2016-03-04）.
9. ↑  東京都統計年鑑（平成10年）PDF
10. ↑  東京都統計年鑑（平成11年）PDF
11. ↑  .   [2017-12-05]. （原始内容存档于2016-03-04）.
12. ↑  .   [2017-12-05]. （原始内容存档于2016-03-04）.
13. ↑  .   [2017-12-05]. （原始内容存档于2017-07-29）.
14. ↑  .   [2017-12-05]. （原始内容存档于2017-07-29）.
15. ↑  .   [2017-12-05]. （原始内容存档于2017-07-29）.
16. ↑  .   [2017-12-05]. （原始内容存档于2017-07-29）.
17. ↑  .   [2017-12-05]. （原始内容存档于2017-07-29）.
18. ↑  .   [2017-12-05]. （原始内容存档于2017-07-29）.
19. ↑  .   [2017-12-05]. （原始内容存档于2017-07-29）.
20. ↑  .   [2017-12-05]. （原始内容存档于2016-03-26）.
21. ↑  .   [2017-12-05]. （原始内容存档于2016-03-27）.
22. ↑  .   [2017-12-05]. （原始内容存档于2016-03-25）.
23. ↑  .   [2017-12-05]. （原始内容存档于2016-03-27）.
24. ↑  .   [2017-12-05]. （原始内容存档于2016-03-22）.
25. ↑  .   [2017-12-05]. （原始内容存档于2017-07-30）.
26. ↑  .   [2017-12-05]. （原始内容存档于2018-11-09）.
27. ↑  .   [2020-07-29]. （原始内容存档于2019-05-02）.
28. ↑  .   [2020-07-29]. （原始内容存档于2019-12-03）.
29. ↑  .   [2020-07-29]. （原始内容存档于2020-08-04）.

## 外部連結
- 車站資訊（信濃町）：東日本旅客鐵道（日語）

35°40′48″N 139°43′13″E / 35.68000°N 139.72028°E